# Christian Busch
Christian Busch (Elberfeld, 8 gennaio 1880 – Solingen, 30 marzo 1977) è stato un ginnasta e multiplista tedesco.
Partecipò ai Giochi della III Olimpiade che si svolsero a Saint Louis nel 1904. All'Olimpiade prese parte alle gare di concorso generale, concorso generale - tre eventi e triathlon. Il risultato migliore che riuscì ad ottenere fu il settimo posto ex aequo con Fred Schmind nel triathlon.
Dopo il ritiro, Busch ebbe diversi incarichi dirigenziali nell'atletica leggera.